# نیو همپتون (نیوهمپشایر)
نیو همپتون (به انگلیسی: New Hampton) شهری در ایالت نیوهمپشایر کشور ایالات متحده آمریکا است که جمعیت آن در سرشماری سال ۲۰۱۰ میلادی، ۳۵۱ نفر بوده‌است.

## نگارخانه

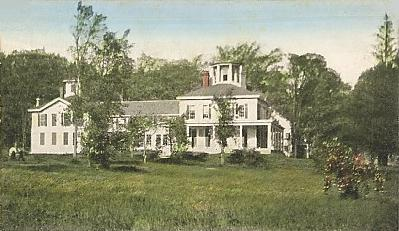
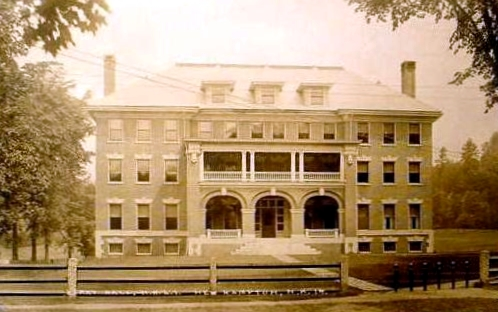
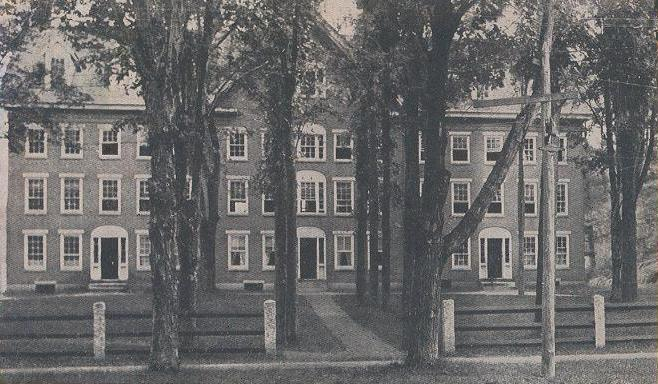
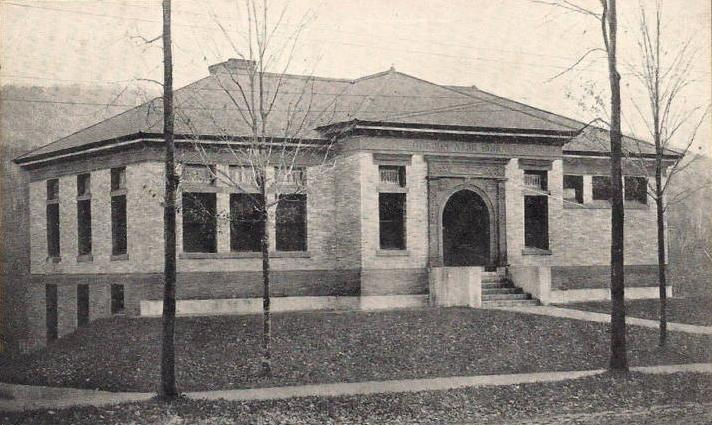